# محمدفرج الکعبی
محمدفرج الکعبی یک پرتاب‌کننده چکش اهل قطر می‌باشد. بهترین پرتاب شخصی وی ۷۰٫۸۷ است که در آوریل ۲۰۰۳ در دوحه به ثبت رسیده و رکوردی برای کشور قطر است.